# Selmecbányai Ján Albrecht Zenei és Művészeti Akadémia
A Selmecbányai Ján Albrecht Zenei és Művészeti Akadémia (szlovákul: Hudobná a umelecká akadémia Jána Albrechta v Banskej Štiavnici, latinul: Artis et Musicae Academia Ioannis Albrechti Schemnitiensis) magán szakfőiskola Selmecbányán, Szlovákiában. A működési engedélyt 2011. január 19-én kapta meg a szlovák kormánytól. A rektor pozícióját az iskola létrejöttétől Egon Krák töltötte be, aki az iskola társalapítója. A főiskola névadója Ján Albrecht szlovák zeneteoretikus, esztéta és zenész.